# Carl Oskar Jatho
Carl Oskar Jatho (Pseudonym: Peter Petry; * 23. Mai 1884 in Bukarest; † 23. Juni 1971 in Köln) war ein deutscher Essayist, Lyriker, Schriftsteller und Kulturphilosoph. Er gehörte diversen Künstlergemeinschaften in den 1920er Jahren in Köln an, war Mitbegründer der Kalltalgemeinschaft und enger Freund Franz Wilhelm Seiwerts.

## Leben
Carl Oskar Jatho war der Sohn des Pfarrers Carl Jatho, der zur Zeit von dessen Geburt an der evangelischen Gemeinde in Bukarest tätig war. Noch in seinem Geburtsjahr übersiedelte die Familie nach Deutschland in das rheinische Boppard, wo Carl Oskar Jatho seine Kindheit verbrachte. Ab 1891 lebte die Familie in Köln. Jatho studierte Kunst und Architektur in Marburg, München und Berlin (nach anderen Quellen: Literatur und Kunstgeschichte).
1916 wurde Jatho nach einer Verwundung aus dem Kriegsdienst entlassen, im selben Jahr heiratete er Käthe Jatho-Zimmermann. Zusammen mit seiner Frau etablierte er in ihrer gemeinsamen Wohnung in Köln regelmäßige Vortrags- und Diskussionsabende mit Kriegsgegnern, zu denen noch 1916 der junge Franz Wilhelm Seiwert stieß; seinen ersten Eintritt zu einem Vortrag hatte der mittellose Künstler mit einer seiner Skulpturen „bezahlt“. Es entstand eine enge Freundschaft zwischen den Jathos und Seiwert.
Jatho wird dem Umfeld diverser Künstlergemeinschaften der Zeit zugerechnet, u. a. den Kölner Dadaisten. Gemeinsam mit Seiwert und ihrem kleinen Sohn zog die Familie 1919 nach Simonskall in die Eifel und gründete im Junkerhaus die Kalltalgemeinschaft, eine Gruppe von Künstlern und Schriftstellern, die den Traum von proletarischer Selbstverwaltung und gemeinschaftlicher künstlerischer Produktion umsetzen wollten. Beteiligt war unter anderem auch Otto Freundlich und sporadisch Heinrich Hoerle; publiziert wurden die zum Teil auf einer Handpresse selbst reproduzierten Druckschriften der Kalltal-Gemeinschaft, in der Jatho u. a. mit dem Essay Von der Gesellschaft zur Gemeinschaft als Autor beteiligt war. Eine Rolle bei der Wahl des abgelegenen Druckortes mochte auch die von der englischen Besatzungsbehörde praktizierte Pressezensur in Köln gespielt haben, die 1919 etwa zur Einstellung der prädadaistischen Zeitschrift Der Ventilator geführt hatte.
1921 löste sich die Kalltalgemeinschaft auf, und Familie Jatho zog zurück nach Köln. Dort zählte Jatho zum Umfeld der Kölner Progressiven mit Seiwert, Hoerle und Wilhelm Räderscheidt, der auch Texte in Seiwerts Zeitschriftenprojekt „a bis z“ veröffentlichte.
Nach dem Ersten Weltkrieg arbeitete Jatho als fester Mitarbeiter bei der Kölnischen Zeitung und den Düsseldorfer Nachrichten. Als freier Mitarbeiter beim Rundfunk verfasste er Beiträge zu Städtebau, Architektur und bildender Kunst sowie für die Sendereihe „Ketzereien zur Zeit“. Nach 1933 schied er aus den Redaktionen aus und verfasste in den Folgejahren u. a. mehrere Taschenbücher zu Wasserwanderfahrten, die über die Kriegsjahre hinweg und in der Nachkriegszeit in mehreren hohen Auflagen gedruckt wurden, auch als Feldpostausgabe.
1944 wurde das Wohnhaus der Jathos durch Luftangriffe zerstört; mit zerstört wurden hierbei zahlreiche Bilder von Franz Wilhelm Seiwert. In der Nachkriegszeit veröffentlichte Jatho Schriften zu Köln, eine Monographie zu Seiwert sowie eine Autobiographie. Daneben äußerte er sich zu aktuellen Architekturthemen und dem Wiederaufbau des zerstörten Köln.
Jatho starb 1971; sein Nachlass befindet sich unter der Signatur 1288 im Historischen Archiv der Stadt Köln.

## Schriften (Auswahl)
- Von der Gesellschaft zur Gemeinschaft. Druckschrift der Kalltalgemeinschaft, Ausgabe 6, 1928
- Frankreich: Ein Reisebuch. Verlag Georg Müller, München 1929.
- Sterne über kleinen Flüssen. Mit 3 Federzeichnungen von Kurt Jatho, Verlag Albert Langen / Georg Müller, München 1936.
- Wanderer auf Gottes Strom. Mit 12 Federzeichnungen von Kurt Jatho, Verlag Albert Langen / Georg Müller, München 1935.
- Urbanität: Über die Wiederkehr einer Stadt. Schwann, Düsseldorf 1946.
- Geheimnis der Kathedrale. Die Petruspforte des Kölner Domes. Hans Hümmeler Verlag, Bonn 1948
- Köln, Köln 1958.
- Eine Stadt von Welt. Köln vordem und hernach. 1958.
- Franz Wilhelm Seiwert – Monographien zur rheinisch-westfälischen Kunst der Gegenwart, Band 27. Verlag A. Bongers, Recklinghausen 1964.
- Kindheit am Rhein, 1969.